# Erdbebengebiet Basel
Das Erdbebengebiet Basel liegt am Oberrheingraben, einem der aktivsten Erdbebengebiete im deutschsprachigen Raum: Es wird immer wieder von leichten und stärkeren Erdstössen erschüttert.

## Aktivitäten
Das stärkste bekannte, das „Basler Beben von 1356“, ist gleichzeitig das stärkste bekannte Erdbeben nördlich der Alpen.
Den grössten Schaden verursachten dabei die Brände infolge der Zerstörungen durch das Beben:
Da viele Häuser aus Holz gebaut waren, konnte sich die Flammen aus offenen Feuerstellen schnell ausbreiten.
Am 5. Dezember 2004 wurde in der Region ein Beben der Stärke 5,4 auf der nach oben offenen Richterskala gemessen; das Epizentrum lag hier zwischen Waldkirch und St. Peter am Kandel ca. 45 km nördlich auf deutscher Seite des Rheins in Baden-Württemberg.
Um den Jahreswechsel 2006/2007 wurde die Region Basel durch Erdstösse bis zur Stärke 3,5 erschüttert, deren Ursache wahrscheinlich das Erdwärmegewinnungsprojekt Deep Heat Mining Basel war; grössere Schäden wurden nicht bekannt.
Am 22. Januar 2021 erschütterte ein Erdbeben mit einer Stärke bis zu 3,9 die Gegend in der Nähe von Straßburg; die Erschütterungen wurden im Elsass, Ortenau und bis ins Saarland zu spüren, mehrere Nachbeben wurden registriert.
Am 10. September 2022 erschütterte ein Erdbeben der Stärke 4,7 mit Zentrum im benachbarten Elsass in Kembs auch Basel.
Am 27. Juni 2024 erschütterte ein Erdbeben der Stärke 4,2 die Region Südbaden und Nordwestschweiz, das Epizentrum lag bei Schopfheim.

## Risiken und Anpassung
Die Gebäude der Stadt wie auch der Region sind auch heute nicht durchgehend erdbebensicher gebaut – ein weiteres Erdbeben ähnlicher Stärke wie 1356 könnte verheerende Auswirkungen haben und einen Schaden von rund 50 Mrd. Schweizer Franken verursachen: Als besonders gefährdet gelten dabei die lokal ansässigen Chemiekonzerne wie Novartis, deren giftige Produkte in den Rhein fliessen könnten; beim Grossbrand von Schweizerhalle gelangte z. B. ein Farbstoff in den Rhein.
Ebenfalls gefährdet sind die naheliegenden Kernkraftwerke wie das in Beznau oder in Leibstadt sowie die Talsperren der Stauseen im benachbarten deutschen Schwarzwald, z. B. beim Schluchsee. Das französische Kernkraftwerk Kernkraftwerk Fessenheim in der Region wurde im Juni 2020 stillgelegt.
In den letzten Jahren wurden kritische öffentliche Gebäude den Erdbebennormen des Schweizerischer Ingenieur- und Architektenvereins (SIA) angepasst.